# Giannoúli
Giannoúli, en grec moderne : Γιαννούλη, est un village du dème de Souflí, dans le nome de l'Évros, en Macédoine-Orientale-et-Thrace, en Grèce.
La localité appartient au district municipal et à la communauté municipale de Souflí. Selon le recensement de 2021, elle compte 121 habitants.